# 1982 en Algérie
Chronologie de l’Algérie
- 1978
- 1979
- 1980
- 1981
- 1982
- 1983
- 1984
- 1985
- 1986

Cet article présente les faits marquants de l'année 1982 en Algérie ou relatifs à l'Algérie; datation selon le calendrier grégorien.

## Événements
- 3 février : Important accord de livraison de gaz algérien pour la France[1].
- 5 mars : élections législatives. Le seul parti autorisé est alors le Front de libération nationale, qui présente 846 candidats pour 282 sièges. Les votants doivent cocher le nom du candidat choisi. La participation est de 67,34%.
- 3 mai : mort de Mohamed Seddik Benyahia, ministre algérien des Affaires étrangères,  dans un « accident » d'avion près de la localité de Qottour, à la frontière irano-turque.D'après les autorités turques il s'agirait d'un complot irakien[1].
- 1er septembre : publication du plan de paix Reagan préparé par le secrétaire d’État Schultz, basé sur les principes des accords de Camp David : autonomie totale des Palestiniens des territoires occupés mais refus de la formation d’un État Palestinien indépendant[2]. Le plan Reagan est refusé par les Palestiniens lors du XVIe CNP à Alger (février 1983) et par Israël.
- 2 novembre : assassinat de l'étudiant Kamel Amzal, militant de la cause berbère par des islamistes. Dans les jours suivants, les gendarmes prennent d'assaut le maquis de Mustapha Bouyali, responsable de l'assassinat. 10 gendarmes seront tués et Bouyali réussira à s'enfuir. Il sera tué en 1987 lors d'un ultime affrontement avec les forces de l'ordre.
- 17 décembre : le président Chadli Bendjedid est en visite à Paris[1].

## Sports

### Basket-ball
- Coupe d'Algérie de basket-ball 1981-1982
- Coupe d'Algérie de basket-ball 1982-1983

### Football
- Équipe d'Algérie de football en 1982
- Équipe d'Algérie de football à la Coupe du monde 1982
- Championnat d'Algérie de football 1981-1982
- Championnat d'Algérie de football 1982-1983
- Championnat d'Algérie de football de deuxième division 1981-1982
- Championnat d'Algérie de football de deuxième division 1982-1983
- Coupe d'Algérie de football 1981-1982
- Coupe d'Algérie de football 1982-1983
- Saison 1981-1982 de l'USM Alger
- Saison 1982-1983 de l'USM Alger
- Saison 1981-1982 de la Jeunesse électronique de Tizi Ouzou
- Saison 1982-1983 de la Jeunesse électronique de Tizi Ouzou
- Saison 1982-1983 de l’ASC Oran

## Culture

### Cinéma
- Hassan Taxi,  film comique algérien réalisé par Mohamed Slim Riad et sorti en 1982.
- Prends 10 000 balles et casse-toi, film algéro-français réalisé par Mahmoud Zemmouri, sorti en 1982.
- Une femme pour mon fils (امرأة ابني, Jowjet libni), film algérien réalisé par Ali Ghalem et sorti en 1982.
- Vent de sable (رياح رملية, Rih al-raml), film algérien réalisé par Mohammed Lakhdar-Hamina, sorti en 1982.

## Naissances en 1982
- Naissance en Algérie en 1982

## Décès en 1982
- Décès en Algérie en 1982